# Sergio Adolfo Govi
Sergio Adolfo Govi OFMCap (ur. 30 czerwca 1934 w Ospitaletto, zm. 31 maja 2016) – włoski duchowny katolicki posługujący w Republice Środkowoafrykańskiej, biskup Bossangoa 1978-1995.

## Życiorys
Święcenia kapłańskie otrzymał 2 kwietnia 1960.
5 czerwca 1975 papież Paweł VI mianował go biskupem koadiutorem Bossangoa ze stolicą tytularną Tortibulum. 26 października tego samego roku z rąk arcybiskupa Bernardina Gantina przyjął sakrę biskupią. 22 kwietnia 1978 przejął obowiązki biskupa diecezjalnego Bossangoa. 10 czerwca 1995 na ręce papieża Jana Pawła II złożył rezygnację z zajmowanej funkcji.
Zmarł 31 maja 2016.